# Аноа (Атлантски Пиринеји)
Аноа (фр. Anoye) насеље је и општина у југозападној Француској у региону Аквитанија, у департману Атлантски Пиринеји која припада префектури По.
По подацима из 2011. године у општини је живело 152 становника, а густина насељености је износила 15,75 становника/km². Општина се простире на површини од 9,65 km². Налази се на средњој надморској висини од 275 метара (максималној 344 m, а минималној 199 m).

## Демографија
| 1962. | 1968. | 1975. | 1982. | 1990. | 1999. | 2011. |
| ----- | ----- | ----- | ----- | ----- | ----- | ----- |
| 171   | 123   | 111   | 121   | 139   | 142   | 152   |

График промене броја становника у току последњих година